# 8122 Holbein
8122 Holbein è un asteroide della fascia principale. Scoperto nel 1960, presenta un'orbita caratterizzata da un semiasse maggiore pari a 2,3788313 UA e da un'eccentricità di 0,1640767, inclinata di 1,53568° rispetto all'eclittica.